# Joanna Angel
Joanna Angel (New York, 25 dicembre 1980) è un'attrice pornografica, produttrice cinematografica e regista pornografica statunitense, fondatrice dello studio Burning Angel.

## Biografia
È nata a Brooklyn, New York, ma cresciuta a River Edge nella contea di Bergen nel New Jersey, da padre statunitense e da madre israeliana, ambedue ebrei ortodossi, ma ha frequentato una scuola superiore pubblica. Dopo essersi diplomata all'età di 17 anni, si è iscritta alla Rutgers University, dove si è laureata in letteratura inglese.
Dopo essersi laureata, ha creato il sito BurningAngel, un sito pornografico di genere alternativo. Il suo sito ricalcava il famoso sito SuicideGirls, ma offriva, a differenza di questo, delle immagini e dei video molto più espliciti sessualmente.
Ha scritto, prodotto, diretto e interpretato numerosi film. Oggi è sotto un contratto esclusivo con la VCA Pictures, ed è rappresentata dall'agenzia Bad Ass Models.
Grazie al successo ottenuto da BurningAngel Joanna è stata intervistata da numerose riviste e giornali, incluso un articolo del New York Times. Ha numerosi tatuaggi sul suo corpo: un teschio sulla spalla destra, Medusa sul braccio sinistro, un diamante vicino al pube, un teschio fiammeggiante con la scritta "So It Goes" sul braccio sinistro, un fiocco con ossa di teschio incrociate su ogni gamba, una sirena sulla gamba destra, delle ciliegie sulle dita della mano sinistra, una sirena con la scritta "Daddy's Little Princess" sul polpaccio sinistro mentre sul destro "Damn this foolish heart", una pantera sul collo e molti altri. Nel 2016 ha condotto insieme ad Anikka Albrite e Kate Quigley l'edizione annuale degli AVN Awards ed è stata inserita nella Hall of Fame.
Nel 2018 ha pubblicato un suo libro "Club 42: A Choose-Your-Own Erotic Fantasy".

## Vita privata

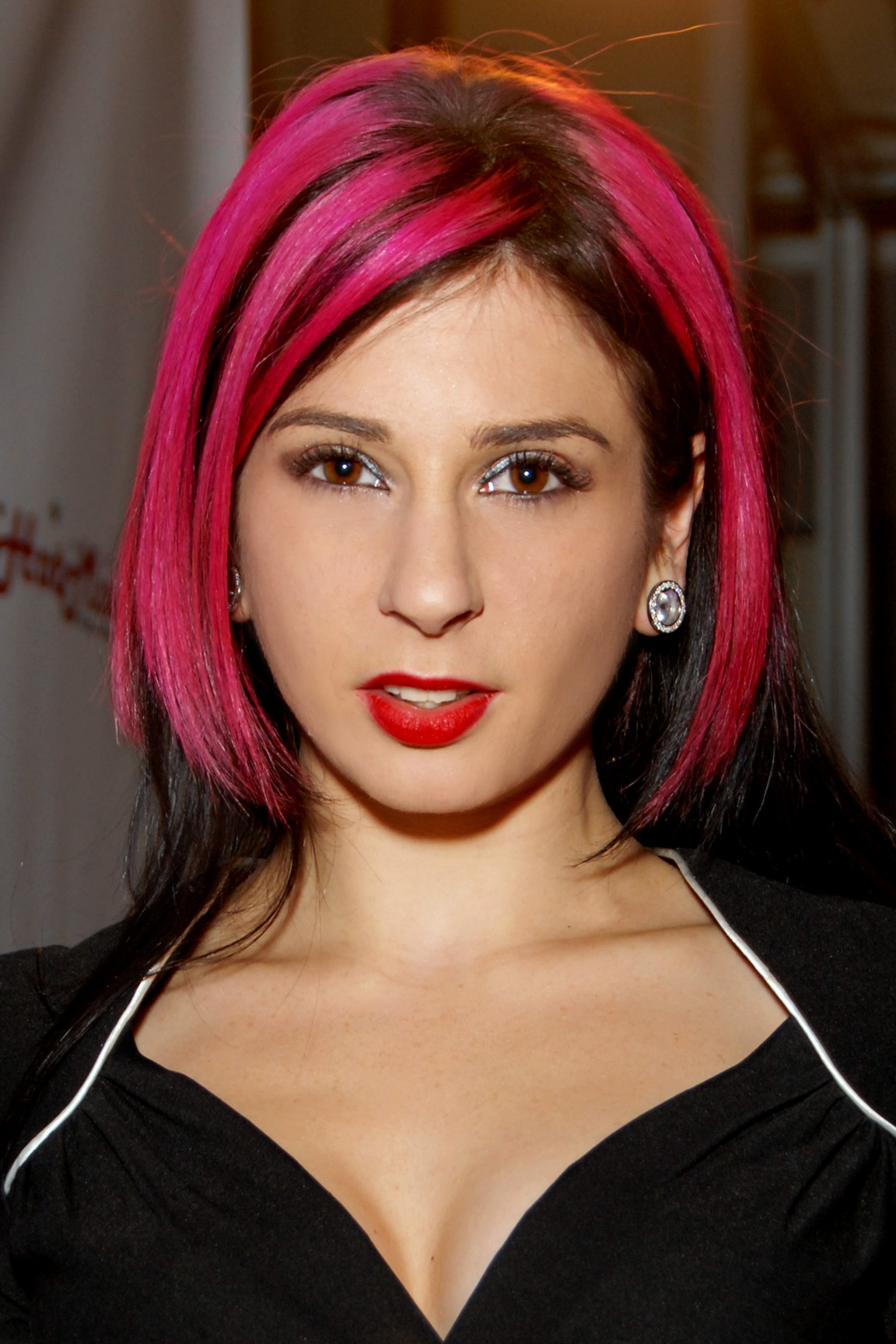
Joanna Angel nel 2009.

Angel ha avuto una relazione con il collega pornostar James Deen per sei anni, tra il 2005 e il 2011, definendola il 2 dicembre 2015, durante il The Jason Ellis Show, "violenta e spaventosa". Successivamente ha sposato il collega Small Hands il 31 ottobre 2016.
Angel sostiene il Partito Democratico.

## Riconoscimenti
AVN Awards
- 2006 AVN Award for Most Outrageous Sex Scene Re-Penetrator con Tommy Pistol[14]
- 2007 AVN Award – Best Sex Comedy – Joanna's Angels 2: Alt Throttle (Performer and Director)[15]
- 2008 AVN Award – Best Specialty Release, Other Genre – Cum on My Tattoo 3 by Burning Angel Entertainment[16]
- 2011 AVN Award – Best Porn Star Website – JoannaAngel.com[17]
- 2011 AVN Award – Best Solo Sex Scene – Rebel Girl[17]
- 2013 AVN Award – Best Solo Sex Scene – Joanna Angel: Filthy Whore[18]
- 2013 AVN Award – Best Porn Star Website – JoannaAngel.com[18]
- 2014 AVN Award – Best Porn Star Website – JoannaAngel.com[19]
- 2015 AVN Award – Best Porn Star Website – JoannaAngel.com[20]
- 2016 AVN Award – Best Porn Star Website – JoannaAngel.com[21]
- 2016 AVN Award – Hall of Fame – Video Branch[22]
- 2017 AVN Award for Best Supporting Actress (film)[23]
- 2017 AVN Award for Best Virtual Reality Sex Scene per Angel'n Danger con Abella Danger e Manuel Ferrara[24]
- 2019 AVN Award for Best Supporting Actress (film)[25]
- 2021 AVN Award Best Screenplay – Comedy[26]
- 2022 AVN Award Best Screenplay[27]

XBIZ Awards
- 2007 XBIZ Award – Crossover Move of the Year[28]
- 2013 XBIZ Award Nomination – All-Sex Release of the Year for Joanna Angel Filthy Whore[29]
- 2018 XBIZ Best Actress - Comedy Release per Jews Love Black Cock[30]
- 2018 XBIZ Best Sex Scene - Comedy Release per Jews Love Black Cock con Abella Danger e Isiah Maxwell[31]
- 2019 XBIZ Best Actress - Comedy Release per Dirty Grandpa[32]
- 2019 XBIZ Best Supporting Actress per Talk Derby To Me[33]
- 2019 XBIZ Best Sex Scene - All-Sex Release per Joanna Angel Gangbang: As Above So Below con Isiah Maxwell, Prince Yahshua, Ricky Johnson[34]

XRCO Award
- 2008 XRCO Award – Best On-Screen Chemistry con James Deen[35]
- 2009 XRCO Award – Best On-Screen Chemistry con James Deen[36]
- 2016 XRCO Award – Hall of Fame[37]
- 2018 XRCO Award – Mainstream Adult Media Favorite[38]
- 2020 XRCO Award – Best Director – Parody[39]

## Filmografia

### Attrice
- Gothsend 4 (2005)
- Intimate Strangers (2005)
- Joanna's Angels 1 (2005)
- Joanna's Angels 2 (2005)
- Kill Girl Kill 3 (2005)
- Re-Penetrator (2005)
- Young Ripe Mellons 8 (2005)
- Young Sluts, Inc. 19 (2005)
- 2wice As Nice (2006)
- Blacklight Beauty (2006)
- Cum on My Tattoo 1 (2006)
- Cum on My Tattoo 2 (2006)
- Fuck Dolls 7 (2006)
- Gauntlet 1 (2006)
- Joanna Angel's Guide 2 Humping (2006)
- Lewd Conduct 27 (2006)
- Make Me Creamy 1 (2006)
- Mouth 2 Mouth 6 (2006)
- Neu Wave Hookers (2006)
- Porny Monster (2006)
- Rendezvous (2006)
- Teen America (2006)
- Tristan Taormino's House of Ass (2006)
- Virgin Territory (2006)
- Xxxorcist (2006)
- Belladonna's Fucking Girls 5 (2007)
- Big Boobs are Cool 1 (2007)
- Cum on My Tattoo 3 (2007)
- East Coast Assault (2007)
- Farmer's Filthy Li'l Daughter 1 (2007)
- Foreplay (2007)
- Girls Banging Girls 1 (2007)
- Girls Girls Girls 1 (2007)
- Glam Trash (2007)
- Grand Theft Anal 10 (2007)
- Joanna Angel's Alt Corruption (2007)
- Keep 'Em Cummin' 2 (2007)
- Letters To An Angel (2007)
- No Man's Land Girlbang (2007)
- No Swallowing Allowed 12 (2007)
- Pussy Cats 2 (2007)
- Spring Chickens 18 (2007)
- Stuffed (2007)
- Total Ass Wreckage (2007)
- Apprentass 9 (2008)
- Cum on My Tattoo 4 (2008)
- Cumcocktion (2008)
- Fetish Fucks 2 (2008)
- Flying Solo 1 (2008)
- Friends Don't Let Friends Fuck Alone 1 (2008)
- Fuck Me in the Bathroom 2 (2008)
- Girl Train 1 (2008)
- Girlvana 4 (2008)
- Joanna Angel's Anal Perversions (2008)
- Not Another Porn Movie (2008)
- POV Punx 1 (2008)
- Road Hard (2008)
- Rock and Roll in my Butthole 1 (2008)
- XOXO Joanna Angel (2008)
- Anally Yours... Love, Joanna Angel (2009)
- Big Boobs are Cool 3 (2009)
- Dong of the Dead (2009)
- Fuck Me in the Bathroom 3 (2009)
- Girls Girls Girls 2 (2009)
- Great American Squirt Off 2 (2009)
- I Wanna Bang Your Sister (2009)
- It's Big It's Black It's Inside Joanna (2009)
- Joanna Angel and James Deen's European Vacation (2009)
- Joanna Angel's Totally Screwed Out of a Shower (2009)
- LA Pink: A XXX Porn Parody (2009)
- Ladies Room 1 (2009)
- Magical Threesome Adventure Experience (2009)
- New Romantix (2009)
- No Panties Allowed 1 (2009)
- Nothing But A 3-Way (2009)
- POV Punx 2 (2009)
- Punk Rock Pussycat Dolls (2009)
- Scrubs: A XXX Parody (2009)
- Sunny's Slumber Party (2009)
- TMSleaze (2009)
- Bartenders (2010)
- Crushing on Draven Star (2010)
- Crushing on Kleio (2010)
- Doppelganger (2010)
- Friends Don't Let Friends Fuck Alone 2 (2010)
- Fuck Me in the Bathroom 4 (2010)
- Girls of Wolfpac 3 (2010)
- Joanna Angel and James Deen's Summer Vacation (2010)
- Joanna Angel Breaks 'Em In (2010)
- Joanna Angel's Lights Out Lezbos (2010)
- Joanna's Angels 3 (2010)
- Pornstars In The Making (2010)
- POV Punx 4 (2010)
- Rebel Girl (2010)
- Superstar Showdown 1: Tori Black vs. Alexis Texas (2010)
- Superstar Showdown 2: Asa Akira vs. Kristina Rose (2010)
- Alt Nation (2011)
- Burning Angel All-Stars (2011)
- Cumtastic Cookout (2011)
- Every Rose Has Its Thorn (2011)
- Hot For Teacher (2011)
- It's My First Time (2011)
- Joanna Angel Exposed (2011)
- Joanna Angel: Ass-Fucked (2011)
- Kung Fu Pussy (2011)
- Librarians (2011)
- Real Rockin' Racks (2011)
- School Of Hard Knox (2011)
- Soaking Wet Solos (2011)
- Superstar Showdown 3: Courtney Cummz vs. Bree Olson (2011)
- Superstar Showdown 5: Lisa Ann vs. Francesca Le (2011)
- Ultimate Face Cum Lovers (2011)
- Adult Insider 4 (2012)
- Adult Insider 5 (2012)
- Anal Academy (2012)
- Bad Principal (2012)
- Baristas (2012)
- Evil Head (2012), regia di Doug Sakmann
- Fuckenstein (2012)
- Joanna Angel Filthy Whore (2012)
- Rock and Roll in my Butthole 2 (2012)
- School of Black Cock (2012)
- Two In My Butt (2012)
- Adult Insider 10 (2013)
- Band Sluts (2013)
- Best of No Swallowing Allowed 2 (2013)
- Blondes Do It Better (2013)
- Cock Rockin' Groupies (2013)
- College Dropout 2 (2013)
- Everybody Loves Sasha Grey (2013)
- Joanna Angel Orgasm Addict (2013)
- Joanna Angel: Kinky Fantasies (2013)
- Legendary: The Best of Belladonna (2013)
- May The Whores Be With You (2013)
- School Of Black Cock 2 (2013)
- Walking Dead: A Hardcore Parody (2013)
- Parody All-Stars (2014)
- Shark Bait (2014)

### Regista
- Joanna's Angels 1 (2005)
- Joanna's Angels 2 (2005)
- Cum on My Tattoo 1 (2006)
- Cum on My Tattoo 2 (2006)
- Joanna Angel's Guide 2 Humping (2006)
- Porny Monster (2006)
- Cum on My Tattoo 3 (2007)
- Fuck Me in the Bathroom 1 (2007)
- Girls Girls Girls 1 (2007)
- Joanna Angel's Alt Corruption (2007)
- Cum on My Tattoo 4 (2008)
- Friends Don't Let Friends Fuck Alone 1 (2008)
- Fuck Me in the Bathroom 2 (2008)
- Not Another Porn Movie (2008)
- POV Punx 1 (2008)
- Rock and Roll in my Butthole 1 (2008)
- Anally Yours... Love, Joanna Angel (2009)
- Dong of the Dead (2009)
- Fuck Me in the Bathroom 3 (2009)
- Girls Girls Girls 2 (2009)
- It's Big It's Black It's Inside Joanna (2009)
- Joanna Angel's Totally Screwed Out of a Shower (2009)
- LA Pink: A XXX Porn Parody (2009)
- Magical Threesome Adventure Experience (2009)
- Punk Rock Pussycat Dolls (2009)
- Riot Grrrls 1 (2009)
- Bartenders (2010)
- Crushing on Draven Star (2010)
- Crushing on Kleio (2010)
- Doppelganger (2010)
- Friends Don't Let Friends Fuck Alone 2 (2010)
- Fuck Me in the Bathroom 4 (2010)
- Fuckabilly (2010)
- Joanna Angel Breaks 'Em In (2010)
- Joanna Angel's Lights Out Lezbos (2010)
- Joanna's Angels 3 (2010)
- POV Punx 3 (2010)
- POV Punx 4 (2010)
- Riot Grrrls 2 (2010)
- Alt Nation (2011)
- Burning Angel Newbies (2011)
- Cumtastic Cookout (2011)
- Eat Me Out (2011)
- Hot For Teacher (2011)
- Joanna Angel Exposed (2011)
- Joanna Angel: Ass-Fucked (2011)
- Kung Fu Pussy (2011)
- Librarians (2011)
- My Favorite Emosluts (2011)
- Real Rockin' Racks (2011)
- School Of Hard Knox (2011)
- Twisted Youth (2011)
- Whores of Darkness (2011)
- Asphyxia Heels The World (2012)
- Bad Principal (2012)
- Baristas (2012)
- Fuckabilly 2 (2012)
- Fuckenstein (2012)
- I Fucked My Teacher (2012)
- Jessie Lee's Girls' Night Out (2012)
- Joanna Angel Filthy Whore (2012)
- Lick My Punk Rock Pussy (2012)
- Pussy Eating Pros (2012)
- Rock and Roll in my Butthole 2 (2012)
- School of Black Cock (2012)
- Two Cocks and a Lady (2012)
- Wet Wifebeaters (2012)
- Band Sluts (2013)
- Blondes Do It Better (2013)
- Joanna Angel Orgasm Addict (2013)
- Joanna Angel: Kinky Fantasies (2013)
- POV Punx 7 (2013)
- POV Punx 8: Teenage Sluts (2013)
- Rock and Roll in my Butthole 3 (2013)
- Rooftop Lesbians 1: Going Up to Go Down (2013)
- School Of Black Cock 2 (2013)
- Spandexxx (2013)
- Walking Dead: A Hardcore Parody (2013)
- Shark Bait (2014)
- Strap On Tight It's A Lesbian Ride (2014)